# Meer van Keerbergen
Het Meer van Keerbergen  is een langwerpig meer in de Belgische gemeente Keerbergen

## Geschiedenis
Op de plaats van het huidige meer bevond zich tot 1962 een vliegveld. Het vliegveld werd in 1932 in dienst genomen. De voornaamste activiteit was het luchttoerisme bevorderen en het vliegwezen vertrouwd te maken bij de mensen door middel van luchtdopen en kleine vluchten.
Tijdens de Tweede Wereldoorlog werd het vliegveld in beslag genomen door de Duitse defensie. Er kwam een kleine basis voor de luchtmacht. De Duitse piloten verbleven in het nabijgelegen hotel Le Grand Veneur. Later kwam er ook een oefenschool voor zweefvliegen en
een rusthuis voor herstellende officieren. In de gebouwen van het toenmalige rusthuis zijn nu delen van het Koninklijk Atheneum ondergebracht.
Na de bevrijding in 1945 kwam de vliegmaatschappij Cogéa naar Keerbergen. Dit betekende de start van de transformatie van een rustig boerendorp naar een toeristisch ontspanningsoord. Elke zondag werden er speciale pendelbussen ingelegd tussen Keerbergen en Brussel.
In 1962 werd het vliegveld gesloten en begonnen de graafwerken voor een langwerpig meer van 22 hectare. De broers De Marcken de Merken hadden plannen om er een watersportcentrum te maken waar men aan waterski en zeilsport zou kunnen doen. Er werden rondom het meer ook allerhande sportterreinen aangelegd zoals de Keerbergen Golfclub. De aanleg van het meer gebeurde met een baggermachine die het zand in de wijde omtrek van het meer spoot. Rondom het meer werden 250 loten te koop aangeboden om weelderige villa's te bouwen.

## Het huidige meer
Van een watersportcentrum is er op heden al lang geen sprake meer. Het strand en de zeilboten zijn verdwenen sinds het meer in privéhanden is terechtgekomen.
Vanop de straat kan je met moeite nog een glimp opvangen van het meer sinds het volledig omringd is door villa's. Wie vandaag het meer nog wil bekijken moet naar het De Marcken de Merkenplein, vernoemd naar de broers met het plan om van Keerbergen een toeristisch oord te maken. Het meer is vandaag meer bekend als trainingsplek voor fietsers en joggers die rondom het meer trainen.